# Alf Miles
Alfr Miles, all'anagrafe Alfred Miles e noto anche come Freddie (Aston, gennaio 1884 – Wylde Green, 8 febbraio 1927), è stato un allenatore di calcio e calciatore inglese, di ruolo difensore.

## Carriera
Ha collezionato più di 200 presenze con la maglia dell'Aston Villa.

## Palmarès

### Giocatore

#### Competizioni nazionali
- Campionato inglese: 1

Aston Villa: 1909-1910
- Coppa d'Inghilterra: 3

Aston Villa: 1904-1905, 1912-1913, 1919-1920

### Allenatore

#### Competizioni nazionali
- Coppa d'Inghilterra: 1

Aston Villa: 1919-1920